# Cycas seshachalamensis
Cycas seshachalamensis — вид саговників, ендемік Індії (Андхра-Прадеш).